# 日田彥山線BRT
日田彥山線BRT（日语：／ Hitahikosan Sen BRT */?），是一條由日本福岡縣田川郡添田町的添田站至大分縣日田市的日田站，隷屬於九州旅客鐵道（JR九州）擁有、JR九州巴士營運的巴士快速交通系統（BRT），用以替代原來以鐵路運行的日田彥山線路段。本路線較常以其暱稱「BRT彥星線」（BRTひこぼしライン）稱呼，在相關的車站站牌及宣傳品上也多會採用暱稱。

## 概要
2017年7月，九州遭受特大暴雨所影響，添田至日田間的日田彥山線和久大本線鐵路路段受到了嚴重的破壞，多達60處地點出現崩塌或損壞。JR九州考慮修復費用高昂，且長遠不能收回成本，另一方面，又不能說服沿線自治體每年繳付保線費，遂提出以巴士代替鐵路行走受影響區域。經過兩年的不斷溝通，最終三個沿線自治體、福岡縣及大分縣政府、同意以巴士代替鐵路的安排。工程於2020年8月展開，三年後正式投入服務。其中，部份原鐵路路段經改裝後，成為巴士專用道，當中包括超過4公里長的釋迦岳隧道。

## 班次
全線所有班次都冠以「彥星〇號」（ひこぼし〇号），下行為單數，上行為雙數。其中，行走全區域的由1號開始；筑前岩屋起訖的以100號開始；彥山起訖的以110號開始。班次與鐵路時代相約，但區間車則稍有增加。
BRT開線時的班次如下：
| 方向 | 添田～日田     | 添田～彥山 | 筑前岩屋～日田 |
| ---- | -------------- | ---------- | -------------- |
| 下行 | 10 （1班繞路） | 3          | 2 （1班繞路）  |
| 上行 | 10 （4班繞路） | 5          | 2 （1班繞路）  |

而現時的班次如下：
| 方向 | 添田～日田     | 添田～彥山 | 筑前岩屋～日田 |
| ---- | -------------- | ---------- | -------------- |
| 下行 | 10 （1班繞路） | 3          | 2 （1班繞路）  |
| 上行 | 10 （6班繞路） | 5          | 2 （2班繞路）  |

## 車費
開線時，車費介於170日圓至860日圓不等，然而，鑑於交通形式上的轉變，BRT不繼承JR的車費等級，換而言之，鐵道與BRT被視作兩程車資，以由西添田～歡遊舍彥山為例（按照2015年2月的車資）：
- 假設鐵路仍然通行，則兩站距離為3.3公里，距離與同線道內石原町～呼野相同，車費會是210日圓；
- 現時須利用日田彥山線鐵路及日田彥山線BRT，首先西添田～添田間的車費是170日圓；而添田～歡遊舍彥山的車費也是170日圓，總車費將會是340日圓。

### 轉乘制度
為減少車費上調幅度，JR九州安排凡鐵道與BRT之間的轉乘，均可獲得100日圓的減免，大部份中、近距離車費都會較原鐵路車費為便宜，但亦有例外情況：
- 如上列西添田～歡遊舍彥山間，扣除100日圓優惠後，實際的車費是240日圓，仍較過䇠全鐵路時多了30日圓；
- 另外新聞稿中舉了田川後藤寺～豐前桝田間，鐵路車費為280日圓，但採用鐵道轉乘BRT後，即使扣除了100日圓後，車費仍需要370日圓，比原先貴了90日圓。

### 2025年調整車費
2024年11月29日，JR九州巴士獲國土交通大臣認可，於2025年4月1日增加車費，2025年1月31日，JR公佈加幅平均為15%，比核准最高加幅的27.7%為低，車費亦會調整至介於200日圓至990日圓。
以下是調整前後及各種票價實際的加幅：
| 2023年8月 車費（日圓） | 170  | 180  | 190       | 200     | 210  | 220       | 230  | 240  | 260       | 270  | 280  | 300 | 380  | 400  | 480  | 570  | 610  | 660  | 760  | 860  |
| 2025年4月 車費（日圓） | 200  | 210  | 220 230   | 230 240 | 240  | 250 260   | 270  | 290  | 310 320   | 330  | 340  | 360 | 450  | 470  | 560  | 660  | 700  | 760  | 870  | 990  |
| 加幅（%）              | 17.6 | 16.7 | 15.8 21.1 | 15 20   | 14.2 | 13.6 18.2 | 17.3 | 20.8 | 19.2 23.1 | 22.2 | 21.4 | 20  | 15.6 | 17.5 | 14.3 | 15.8 | 14.8 | 15.2 | 14.% | 15.1 |

### 付款方式
全線可同時接受現金付款及包括SUGOCA在內所有全國IC卡，但只限BRT線道內，不可以用作鐵道與BRT間的繼乘。

## 用車
現時共有兩款常規用車：
- 4輛比亞迪J6系（日语：BYD・J6）電動小型巴士

（座位：17，企位：8，總數：25）
- 3輛五十鈴ERGA mio（日语：いすゞ・エルガミオ）柴油巴士

（座位：28，企位：28，總數：56）
最初JR九州只安排2架巴士行走，因應反應良好，於2024年4月9日起再添置1部。
- 1輛豐田Coaster氫能巴士，由福岡縣政府及CJPT（Commercial Japan Partnership Technologies）共同推動，以實測方式自2023年11月28日起安排在本線的特定班次上行走[10][11][12]，暫時安排至2025年春季為止，每天1往復。此車不計算入BRT編制內。

（座位：14，企位：6，總數：20）
外塗方面，採用七夕「織女彩衣」的概念，每架巴士都配以不同的顏色及相對應顏色的內裝，並以途徑的四個自治體的物產作為代表：
- BYD・J6

- 石南花色（添田町町花—桃紅色）
- 棚田色（東峰村水稻梯田—青綠色）
- 柚子色（東峰村農作品—黃色）
- 水鄉色（日田市沿線風景—水藍色）

- ERGA mio

- 山並色（添田町英彥山—墨綠色）
- 菖蒲色（日田市花—紫色）
- 彥星啡色（沿線歷史、文化豐富的大地、日田彥山線鐵道線現時採用的路線顏色）

- 豐田Coaster氫能巴士

- 青空色（沿線晴空景色—藍色）

又，因應JR九州與任天堂在2024年12月7日～2025年6月30日期間，進行了「PIKMIN×JR九州 - 探索迷人的九州星球」企劃（「PIKMIN×JR 九州～魅惑の惑星キュウシュウを探索せよ～」），除了柚子色外的其餘三架BYD・J6，車身和內裝都會加進了皮克敏系列的圖案及元素。

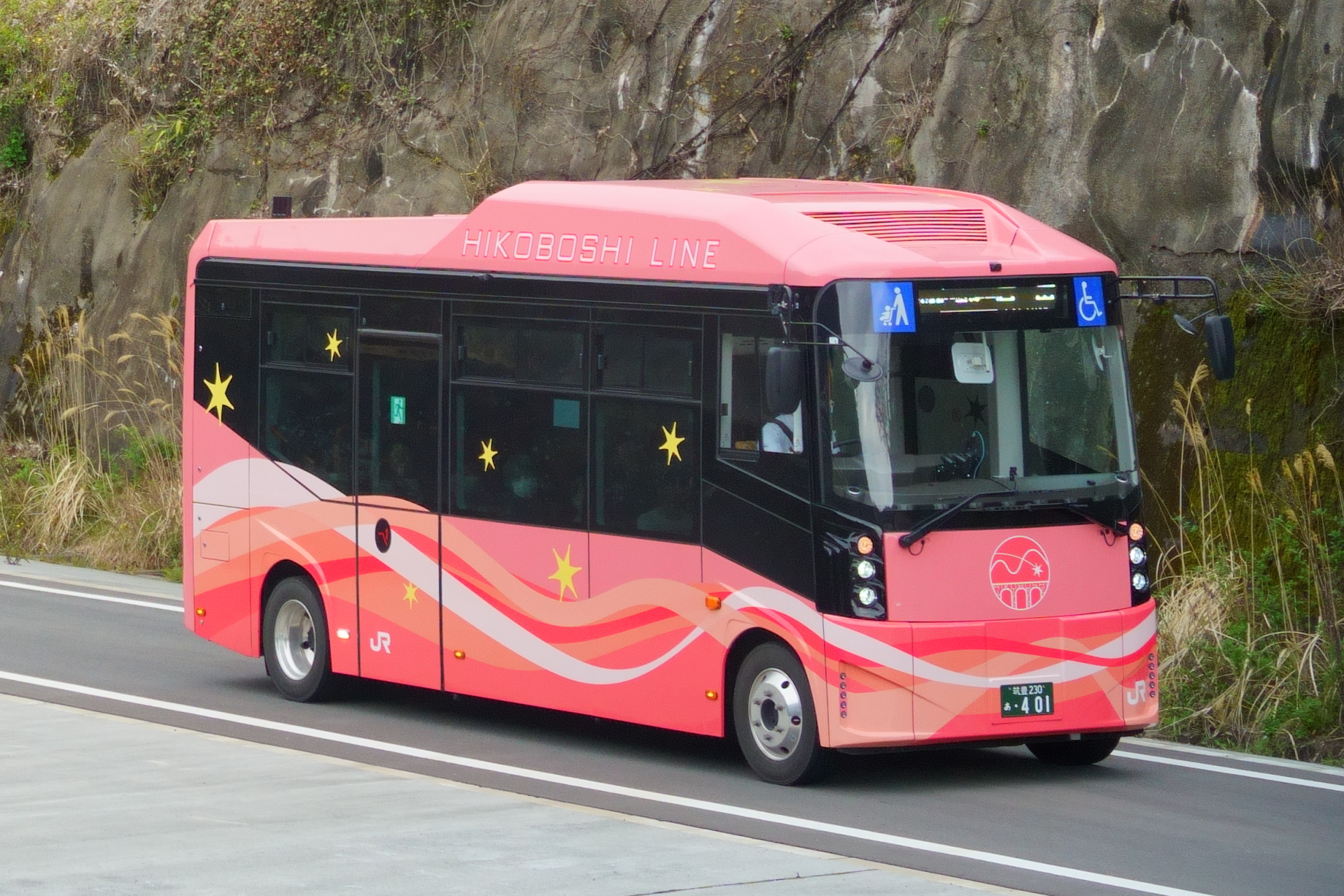
BYD・J6石楠花色
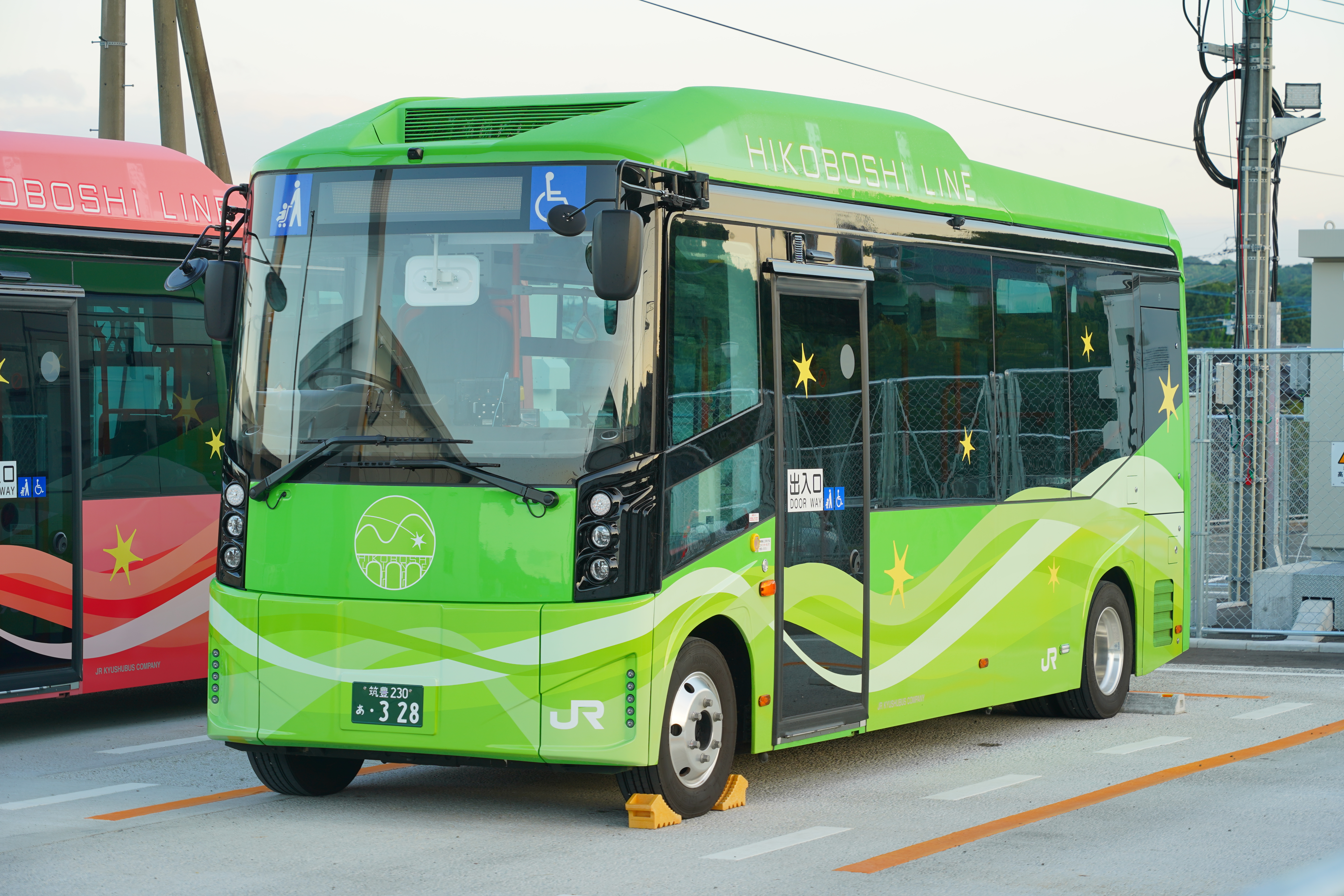
BYD・J6棚田色
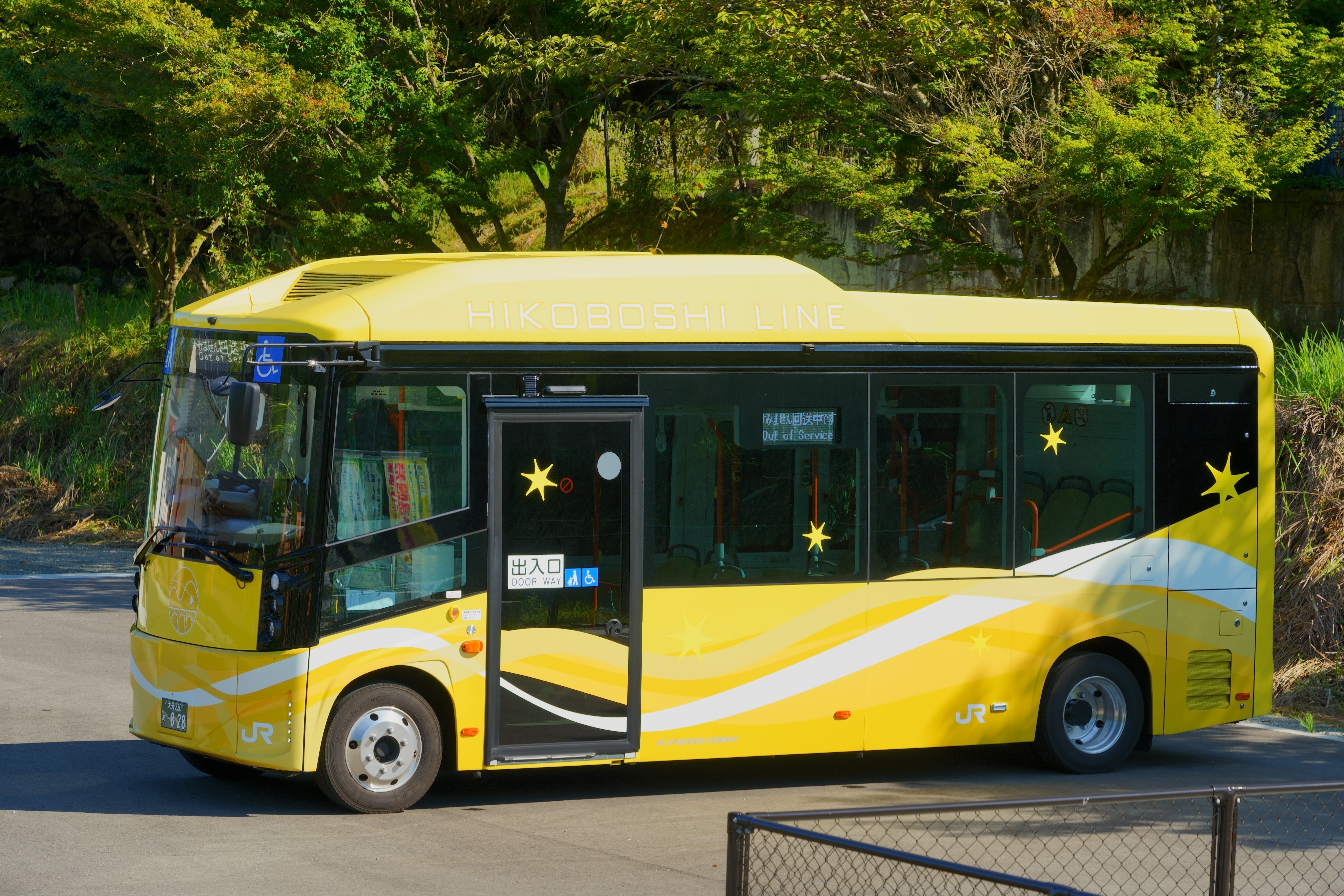
BYD・J6柚子色
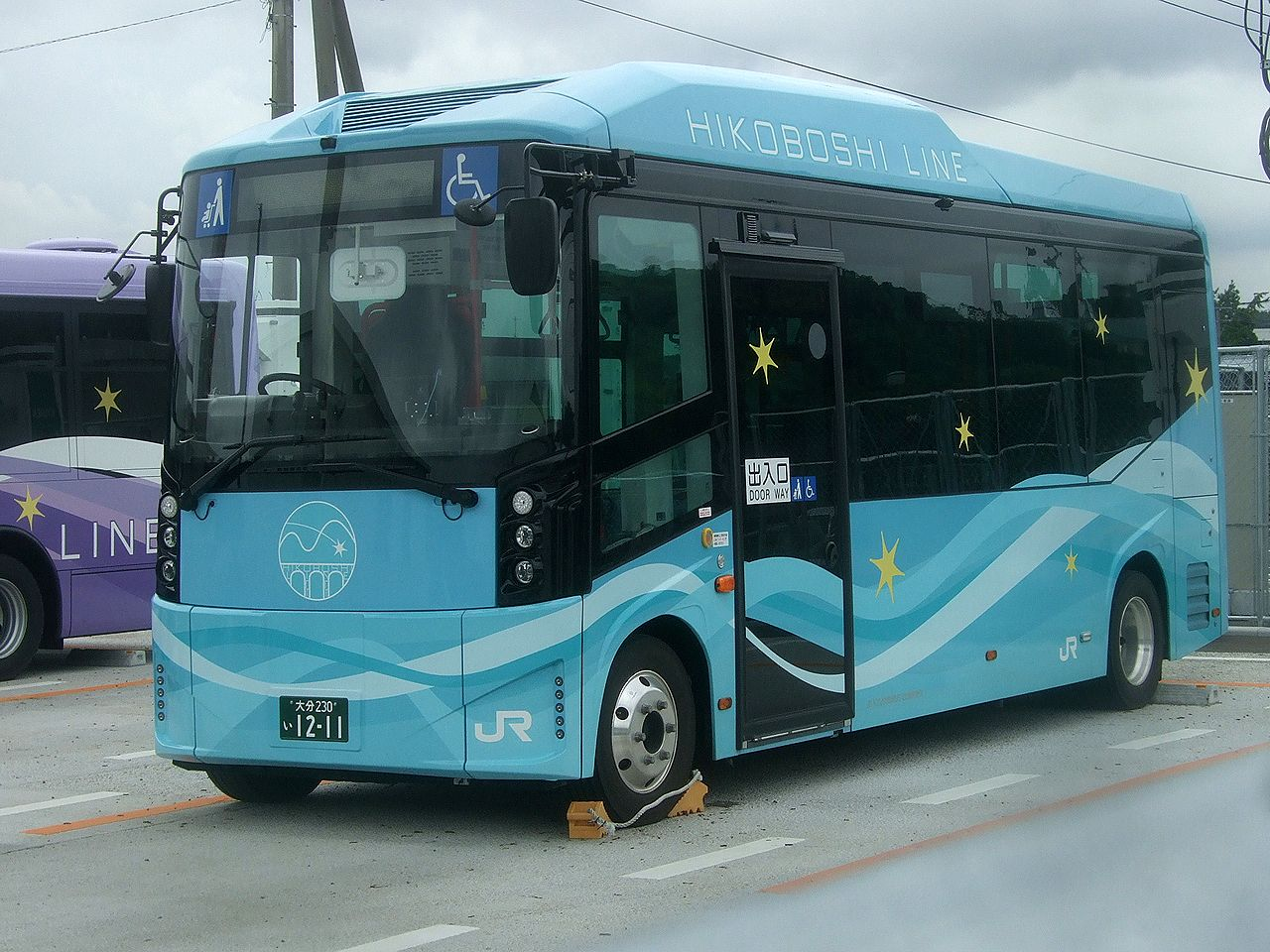
BYD・J6水鄉色
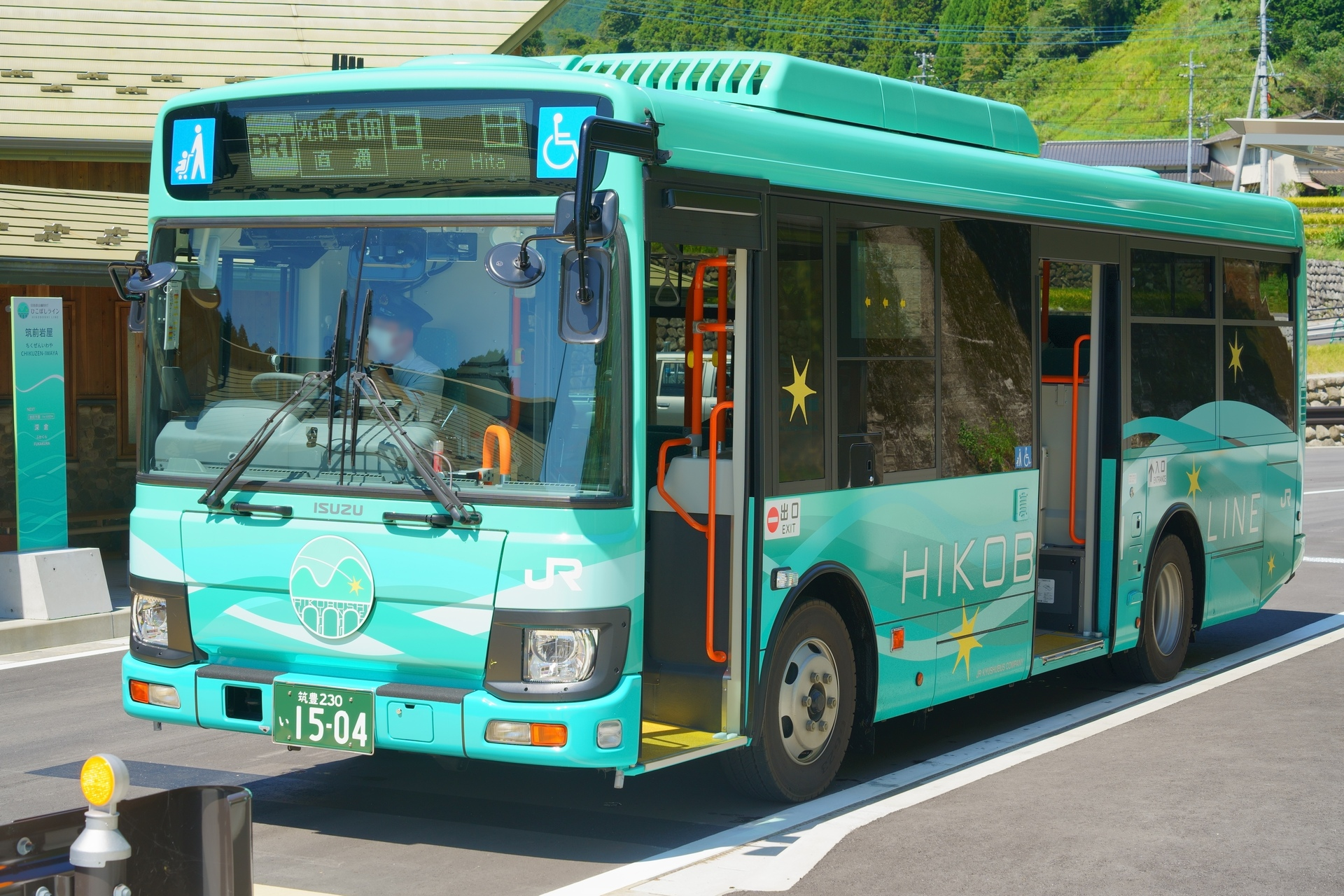
五十鈴ERGA mio山並色
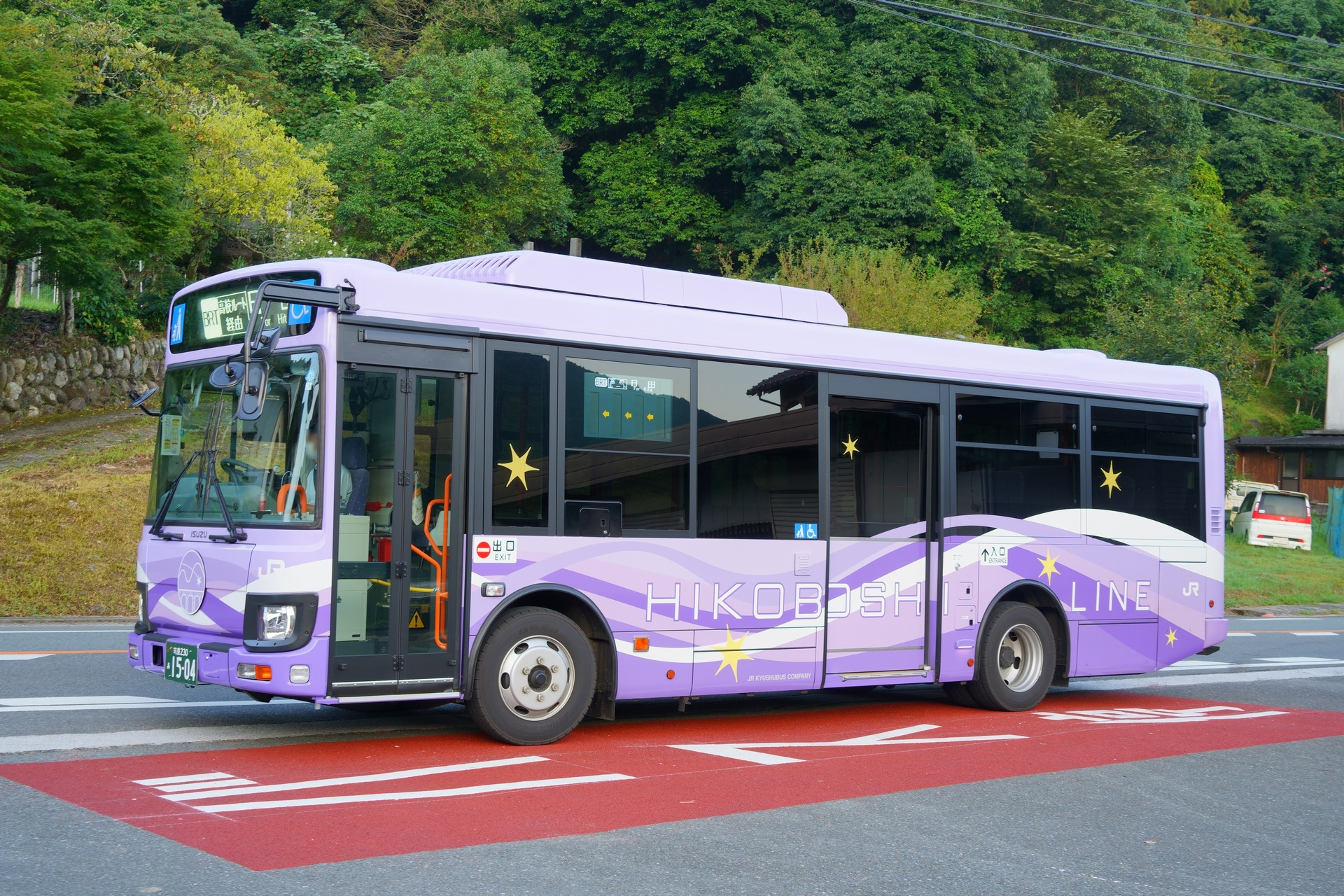
五十鈴ERGA mio菖蒲色
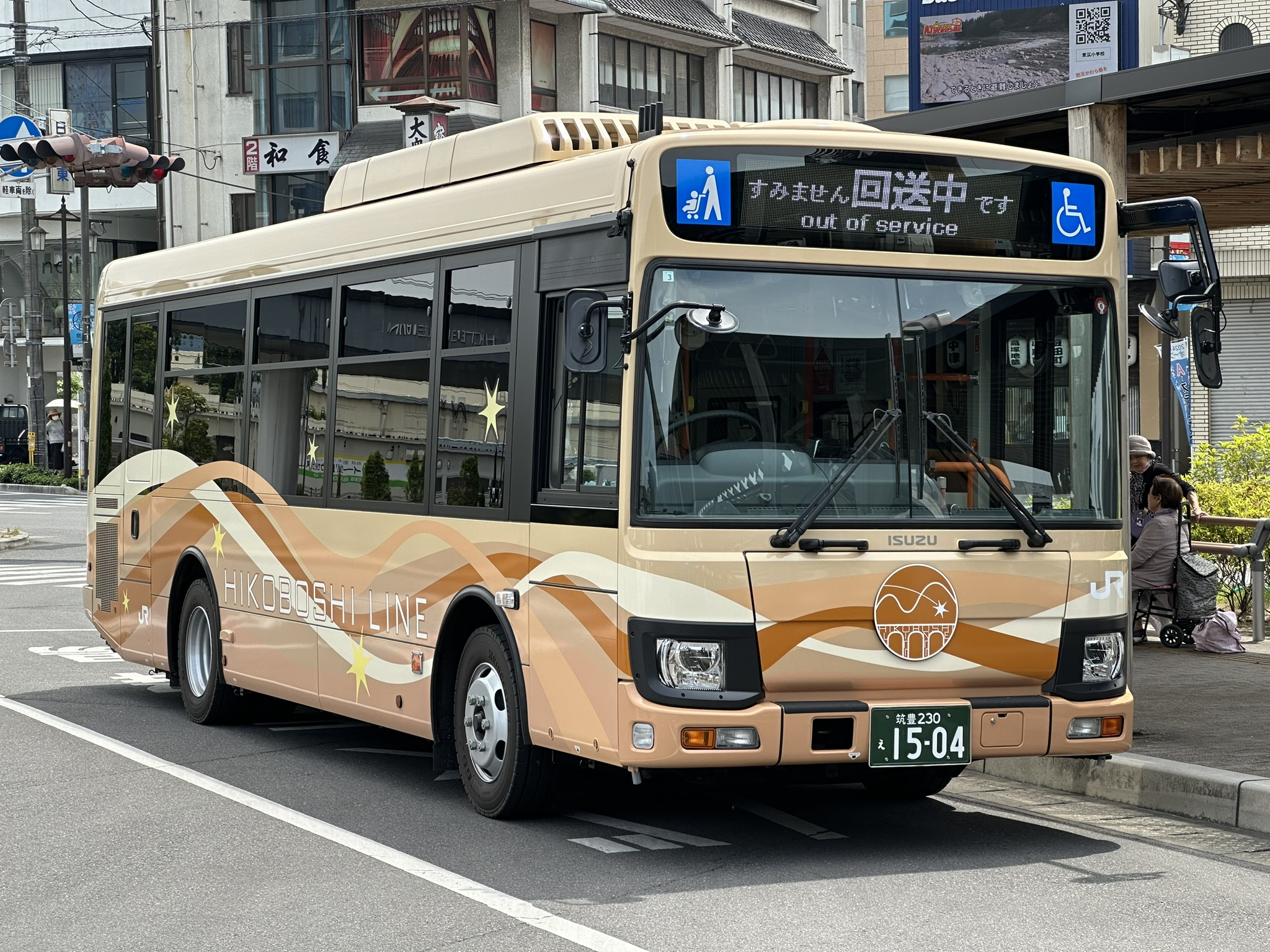
五十鈴ERGA mio彥星啡色
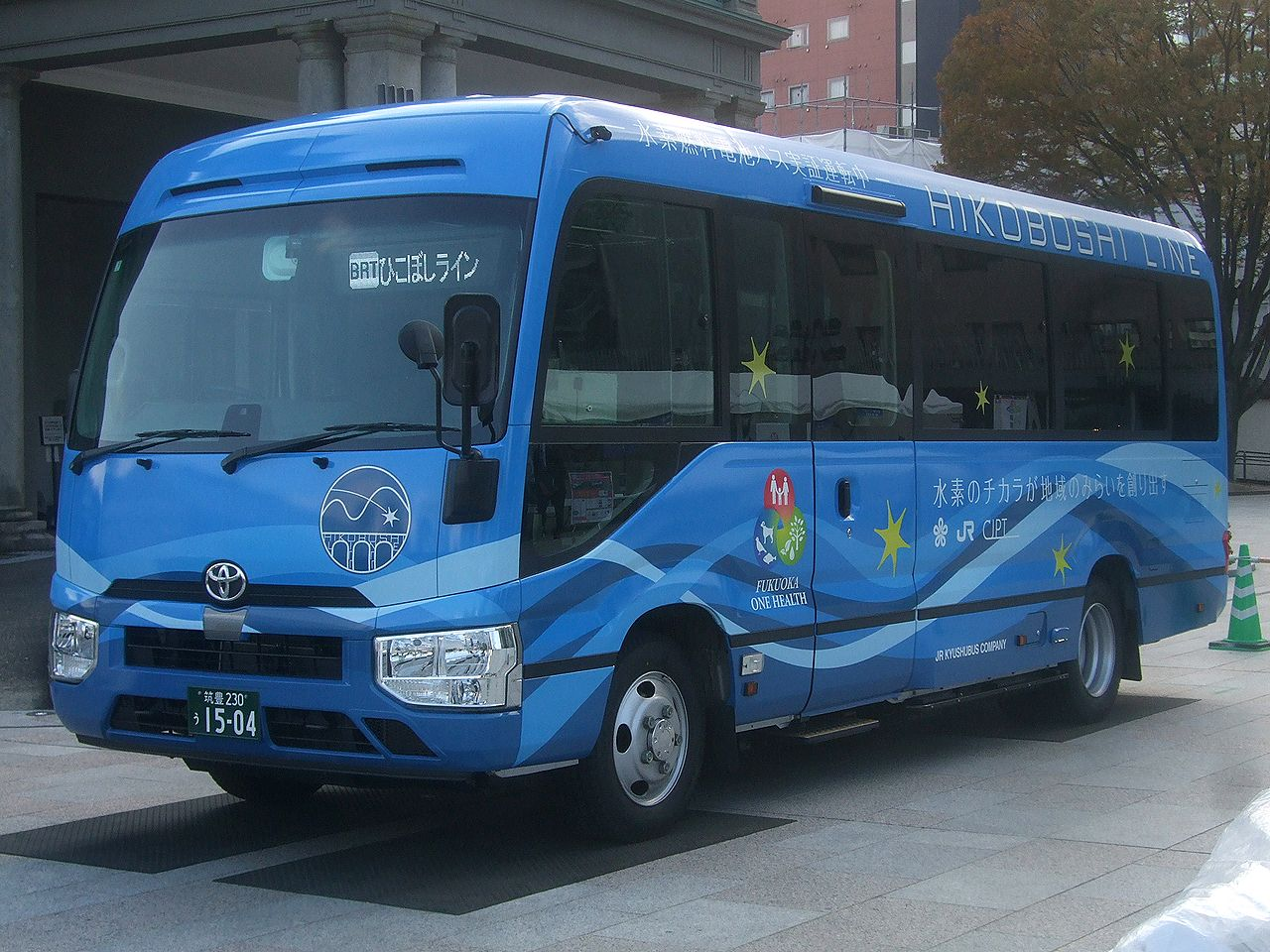
豐田Coaster青空色

## 車站列表
JR九州統稱BRT的停留站為「站」（駅），本列表將予以跟隨：
註:車站背景為■的表示為原有鐵路車站。
| 行車路線 | 站名           | 站距 營業 距離 | 通算 營業 距離 | 接駁路線、備註                                                         | 所在地        | 所在地        |               |
| -------- | -------------- | -------------- | -------------- | ---------------------------------------------------------------------- | ------------- | ------------- | ------------- |
| 一般道路 | 添田           | －             | 0.0            | 九州旅客鐵道：日田彥山線（鐵道區間）                                   | 福岡縣        | 田川郡 添田町 |               |
| 一般道路 | 畑川 (醫院前)  | 0.5            | 0.5            |                                                                        | 福岡縣        | 田川郡 添田町 |               |
| 一般道路 | 塚原           | 0.5            | 1.0            |                                                                        | 福岡縣        | 田川郡 添田町 |               |
| 一般道路 | 野田           | 0.5            | 1.5            |                                                                        | 福岡縣        | 田川郡 添田町 |               |
| 一般道路 | 歡遊舍彥山     | 0.6            | 2.1            | 道之驛歡遊舎彥山                                                       | 福岡縣        | 田川郡 添田町 |               |
| 一般道路 | 貴船橋         | 0.7            | 2.8            |                                                                        | 福岡縣        | 田川郡 添田町 |               |
| 一般道路 | 豐前桝田       | 0.9            | 3.7            |                                                                        | 福岡縣        | 田川郡 添田町 |               |
| 一般道路 | 柳原           | 1.0            | 4.7            |                                                                        | 福岡縣        | 田川郡 添田町 |               |
| 一般道路 | 下落合         | 0.7            | 5.4            |                                                                        | 福岡縣        | 田川郡 添田町 |               |
| 一般道路 | 屋形原         | 0.4            | 5.8            |                                                                        | 福岡縣        | 田川郡 添田町 |               |
| 一般道路 | 舊英彥中學校前 | 0.9            | 6.7            |                                                                        | 福岡縣        | 田川郡 添田町 |               |
| 專用道路 | 彥山           | 1.0            | 7.7            |                                                                        | 福岡縣        | 田川郡 添田町 |               |
| 專用道路 | 深倉           | 2.6            | 10.3           |                                                                        | 福岡縣        | 田川郡 添田町 |               |
| 專用道路 | 筑前岩屋       | 5.3            | 15.6           |                                                                        | 福岡縣        | 朝倉郡 東峰村 | 朝倉郡 東峰村 |
| 專用道路 | 大行司         | 4.2            | 19.8           |                                                                        | 福岡縣        | 朝倉郡 東峰村 | 朝倉郡 東峰村 |
| 專用道路 | 宝珠山         | 2.0            | 21.8           |                                                                        | 福岡縣        | 朝倉郡 東峰村 | 朝倉郡 東峰村 |
| 一般道路 | 吉竹           | 0.3            | 22.1           |                                                                        | 大分縣 日田市 | 大分縣 日田市 | 大分縣 日田市 |
| 一般道路 | 竹本           | 0.4            | 22.5           |                                                                        | 大分縣 日田市 | 大分縣 日田市 | 大分縣 日田市 |
| 一般道路 | 名本           | 0.5            | 23.0           |                                                                        | 大分縣 日田市 | 大分縣 日田市 | 大分縣 日田市 |
| 一般道路 | 大鶴           | 0.4            | 23.4           |                                                                        | 大分縣 日田市 | 大分縣 日田市 | 大分縣 日田市 |
| 一般道路 | 大明小中學校前 | 0.3            | 23.7           |                                                                        | 大分縣 日田市 | 大分縣 日田市 | 大分縣 日田市 |
| 一般道路 | 方司口         | 0.6            | 24.3           |                                                                        | 大分縣 日田市 | 大分縣 日田市 | 大分縣 日田市 |
| 一般道路 | 伏尾           | 0.6            | 24.9           |                                                                        | 大分縣 日田市 | 大分縣 日田市 | 大分縣 日田市 |
| 一般道路 | 今山           | 1.0            | 25.9           | 2025年3月26日至5月20日暫停使用                                         | 大分縣 日田市 | 大分縣 日田市 | 大分縣 日田市 |
| 一般道路 | 釘原           | 0.2            | 26.1           |                                                                        | 大分縣 日田市 | 大分縣 日田市 | 大分縣 日田市 |
| 一般道路 | 小鶴           | 0.5            | 26.6           |                                                                        | 大分縣 日田市 | 大分縣 日田市 | 大分縣 日田市 |
| 一般道路 | 上村           | 1.0            | 27.6           |                                                                        | 大分縣 日田市 | 大分縣 日田市 | 大分縣 日田市 |
| 一般道路 | 祝原           | 0.7            | 28.3           |                                                                        | 大分縣 日田市 | 大分縣 日田市 | 大分縣 日田市 |
| 一般道路 | 夜明           | 0.9            | 29.2           | 九州旅客鐵道：久大本線                                                 | 大分縣 日田市 | 大分縣 日田市 | 大分縣 日田市 |
| 一般道路 | 北友田         | 4.2            | 33.4           | 因道路封閉，2024年7月至2025年2月2日暫時停用 2025年2月3日起改用臨時車站 | 大分縣 日田市 | 大分縣 日田市 | 大分縣 日田市 |
| 一般道路 | 南友田         | 0.9            | 34.3           | 因道路封閉，2024年7月至2025年2月2日暫時停用 2025年2月3日起改用臨時車站 | 大分縣 日田市 | 大分縣 日田市 | 大分縣 日田市 |
| 一般道路 | 光岡           | 1.0            | 35.3           | 九州旅客鐵道：久大本線                                                 | 大分縣 日田市 | 大分縣 日田市 | 大分縣 日田市 |
| 一般道路 | 林工西口       | －             | －             | 每天上午下行2班、下午上行8班繞經停車。                                 | 大分縣 日田市 | 大分縣 日田市 | 大分縣 日田市 |
| 一般道路 | 昭和學園前     | －             | －             | 每天上午下行2班、下午上行8班繞經停車。                                 | 大分縣 日田市 | 大分縣 日田市 | 大分縣 日田市 |
| 一般道路 | 日田市役所前   | －             | －             | 每天上午下行2班、下午上行8班繞經停車。                                 | 大分縣 日田市 | 大分縣 日田市 | 大分縣 日田市 |
| 一般道路 | 日田           | 2.4            | 37.7           | 九州旅客鐵道：久大本線                                                 | 大分縣 日田市 | 大分縣 日田市 | 大分縣 日田市 |

另外，最初公佈車站時，在筑前岩屋～大行司之間曾經打算增設「棚田親水公園站」，但由於該站位於專用道路內，需要解決車站與公園之間無障礙化通道問題，最終因未能有效解決而於2023年2月時宣佈放棄。

## 外部連結
- JR九州專頁 （页面存档备份，存于）
- JR九州巴士專頁 （页面存档备份，存于）